# Tuyến Wirye
Tuyến Wirye (tiếng Hàn: 위례선; Hanja: 慰禮線) là một tuyến tàu điện ngầm tương lai dự tính mở cửa vào năm 2024, ở Seoul, Hàn Quốc. Dự kiến khởi công vào năm 2021.

## Ga
Tên nhà ga dưới đây chưa phải là tên chính thức.

### Tuyến chính
| Số ga | Tên ga        | Tên ga     | Tên ga     | Chuyển tuyến | Khoảng cách (km) | Tổng khoảng cách (km) | Vị trí      | Vị trí      |
| Số ga | Tiếng Anh     | Hangul     | Hanja      | Chuyển tuyến | Khoảng cách (km) | Tổng khoảng cách (km) | Vị trí      | Vị trí      |
| ----- | ------------- | ---------- | ---------- | ------------ | ---------------- | --------------------- | ----------- | ----------- |
|       |               |            |            |              |                  |                       |             |             |
| 101   | Macheon       | 마천       | 馬川       | (P555)       | 0.0              | 0.0                   | Seoul       | Songpa-gu   |
| 102   | Singeoyeo     | 신거여     | 新巨余     |              |                  |                       | Seoul       | Songpa-gu   |
| 103   | Geoyeosageori | 거여사거리 | 巨余사거리 |              |                  |                       | Seoul       | Songpa-gu   |
| 104   | Geowon        | 거원       | 巨元       |              |                  |                       | Seoul       | Songpa-gu   |
| 105   | Sinjangji     | 신장지     | 新長旨     |              |                  |                       | Seoul       | Songpa-gu   |
| 106   | Songnye       | 송례       | 松禮       |              |                  |                       | Seoul       | Songpa-gu   |
| 107   | Wirye Jungang | 위례중앙   | 慰禮中央   |              |                  |                       | Seoul       | Songpa-gu   |
| 108   | Changgok      | 창곡       | 倉谷       | Tuyến nhánh  |                  |                       | Gyeonggi-do | Seongnam-si |
| 111   | Changgokcheon | 창곡천     | 倉谷川     |              |                  |                       | Seoul       | Songpa-gu   |
| 112   | Bokjeong      | 복정       | 福井       | (820) (K222) | 4.4              | 4.4                   | Seoul       | Songpa-gu   |
|       |               |            |            |              |                  |                       |             |             |

### Tuyến nhánh
| Số ga | Tên ga      | Tên ga | Tên ga | Chuyển tuyến             | Khoảng cách (km) | Tổng khoảng cách (km) | Vị trí      | Vị trí      |
| Số ga | Tiếng Anh   | Hangul | Hanja  | Chuyển tuyến             | Khoảng cách (km) | Tổng khoảng cách (km) | Vị trí      | Vị trí      |
| ----- | ----------- | ------ | ------ | ------------------------ | ---------------- | --------------------- | ----------- | ----------- |
|       |             |        |        |                          |                  |                       |             |             |
| 108   | Changgok    | 창곡   | 倉谷   | Tuyến chính              |                  |                       | Gyeonggi-do | Seongnam-si |
| 109   | Sinchanggok | 신창곡 | 新倉谷 |                          |                  |                       | Gyeonggi-do | Seongnam-si |
| 110   | Namwirye    | 남위례 | 南慰禮 | (821) (Dự kiến năm 2024) |                  |                       | Gyeonggi-do | Seongnam-si |
|       |             |        |        |                          |                  |                       |             |             |